# Blood, Sweat and Tears (альбом)
| Оценки критиков | Оценки критиков |
| Источник        | Оценка          |
| --------------- | --------------- |
| AllMusic        | [ 1 ]           |

Blood, Sweat and Tears — пятнадцатый студийный альбом американского кантри-певца Джонни Кэша, изданный 7 января 1963 года лейблом Columbia Records. Это сборник песен об американском рабочем человеке. В него вошли песни «The Legend of John Henry’s Hammer» и «Busted», последняя из которых стала синглом. Обе песни были исполнены Кэшем во время его знаменитых концертов в тюрьме Фолсом в 1968 году и вошли в расширенное переиздание альбома At Folsom Prison в 1999 году. Альбом был включён в бокс-сет Come Along and Ride This Train компании Bear Family Records. Сингл «Busted» достиг 13 места в кантри-чарте Hot Country Songs.

## История
Если концептуальный альбом Ride This Train был о железных дорогах и о том, как они формировали Америку, то Blood, Sweat and Tears — это не только фольклор о поездах, но и притчи американского рабочего человека. Это означает, что здесь есть классические баллады, такие как «Casey Jones» и «The Legend of John Henry’s Hammer», а также относительно недавние блюзы, такие как «Busted», полевая песня «Pick a Bale of Cotton» и причитания рабочего «Tell Him I’m Gone».

## Отзывы
Альбом получил умеренные и положительные отзывы музыкальной критики и интернет-изданий. Стивен Томас Эрлевайн из AllMusic отметил, что «Подача материала простая, незамысловатая и никогда не бывает излишне сентиментальной, но то, что делает пластинку по-настоящему успешной, — это тот факт, что альбом почти полностью состоит из первоклассного материала, без излишне банальных уроков истории, которыми наполнено большинство записей Джонни Кэша в стиле американа». Сингл «Busted» был на 13-м месте в Hot Country Songs.

## Список композиций
| №  | Название                            | Автор(ы)                                            | Длительность |
| -- | ----------------------------------- | --------------------------------------------------- | ------------ |
| 1. | «The Legend of John Henry's Hammer» | Johnny Cash, June Carter                            | 9:03         |
| 2. | «Tell Him I'm Gone»                 | Cash                                                | 3:03         |
| 3. | «Another Man Done Gone»             | Vera Hall, Alan Lomax, John Lomax, Ruby Tartt, Cash | 2:35         |

| №  | Название              | Автор(ы)                          | Длительность |
| -- | --------------------- | --------------------------------- | ------------ |
| 4. | «Busted»              | Harlan Howard                     | 2:17         |
| 5. | «Casey Jones»         | народная; аранжировка Джонни Кэша | 3:02         |
| 6. | «Nine Pound Hammer»   | Merle Travis                      | 3:15         |
| 7. | «Chain Gang»          | Howard                            | 2:40         |
| 8. | «Waiting for a Train» | Jimmie Rodgers                    | 2:06         |
| 9. | «Roughneck»           | Sheb Wooley                       | 2:11         |

## Чарты

### Альбом (еженедельные чарты)
| Год  | Чарт       | Высшая позиция |
| ---- | ---------- | -------------- |
| 1963 | Pop Albums | 80             |

### Синглы
| Год  | Сингл    | Чарт            | Высшая позиция |
| ---- | -------- | --------------- | -------------- |
| 1963 | «Busted» | Country Singles | 13             |